# IC 2574
IC 2574，也被稱為「柯丁頓星雲」（Coddington Nebula），是一個大熊座矮螺旋星系，由美國天文學家埃德温·福斯特·柯丁顿於1898年發現，是M81星系團的外圍成員。天文學家認為該星系質量的90%以暗物質的形式存在，目前未發現IC 2574與其他星系相互作用的證據。 IC 2574目前正在形成恆星，紫外線分析顯示恆星形成的區域大小為85至500光年。